# Toni Iwobi
Toni Chike Iwobi (sinh ngày 26 tháng 4 năm 1955), thường được biết đến với cái tên Tony Iwobi, là một chính trị gia thuộc Đảng Lega Nord của Ý. Ông được bầu vào Thượng viện Ý trong cuộc tổng tuyển cử năm 2018.

## Đầu đời và giáo dục
Toni Iwobi sinh ra trong gia đình gồm 11 anh chị em theo Công giáo La Mã tại thành phố Gusau, miền bắc Nigeria. Ông là người gốc Igbo. Ông theo học tại các trường Công giáo địa phương. Tiếng mẹ đẻ của ông là tiếng Igbo và tiếng Anh.
Iwobi nhận bằng kinh tế chuyên ngành tiếp thị và quản trị kinh doanh tại Manchester, Anh. Sau đó, ông đến Ý bằng thị thực dành cho sinh viên vào năm 1976 và lấy bằng kế toán tại Treviglio. Bên cạnh đó, Iwobi cũng có bằng sau đại học (laurea) về khoa học máy tính của Mỹ và Ý.

## Sự nghiệp
Iwobi là người sáng lập và từ năm 2001 là giám đốc điều hành của Data Communication Labs Ltd. Trước đó, ông làm việc cho AMSA (Azienda Milanese Servizi Ambientali) cũng như cho một công ty ở Roveredo, Thụy Sĩ. Vì là người ủng hộ chủ nghĩa phân quyền, chủ nghĩa mà ông có dịp biết tới khi còn ở Nigeria, Iwobi đã gia nhập Đảng Lega Nord, nơi ông được truyền cảm hứng bởi Gianfranco Miglio. Năm 1993, ông đại diện cho đảng của mình trở thành ủy viên hội đồng thành phố Spirano. Ông giữ vị trí này cho đến năm 2014. Từ năm 2010 đến năm 2014, ông cũng là giám định viên chịu trách nhiệm về các dịch vụ xã hội.
Năm 2014, Iwobi được lãnh đạo đảng Matteo Salvini chỉ định soạn thảo chính sách nhập cư mới cho Đảng Lega Nord. Chính sách này vốn có lập trường cứng rắn chống lại việc nhập cư bất hợp pháp đồng thời đóng một vai trò quan trọng trong chiến dịch tranh cử của đảng này vào năm 2018 ở Ý.
Trong cuộc tổng tuyển cử năm 2018, Iwobi được bầu vào Thượng viện Ý, trở thành người da đen đầu tiên có được một ghế trong Thượng viện.
Ông là cố vấn chung của Quỹ Ý-Mỹ.

## Tranh cãi
Tiền đạo người Ý, Mario Balotelli ngay sau cuộc bầu cử năm 2018 đã lên tiếng chỉ trích Iwobi rằng "Có thể là tôi bị mù hoặc bọn họ chưa nói với ông ta rằng ông ta là một gã da đen. Thật đáng xấu hổ!!".  Balotelli chỉ trích cương lĩnh chống nhập cư của Đảng Lega Nord mà Iwobi là thành viên.

## Đời tư
Iwobi đã kết hôn với một phụ nữ Ý và có hai con.